# Musée des Sciences de la Terre
Le Musée des Sciences de la Terre (en portugais : Museu de Ciências da Terra) est un musée de géologie et de paléontologie situé dans le quartier d'Urca, dans la ville de Rio de Janeiro, au Brésil. Il présente plus de 100 000 objets, dont environ 7 000 fragments de minéraux, nationaux et étrangers, et 12 000 météorites, roches, documents et fossiles. 
La collection littéraire compte 90 000 titres liés aux géosciences .
Surnommé McTer ou Palácio da Geologia, l'espace présente des matériaux et des études réalisées depuis 1907 au Brésil par les professionnels passés par le site local du Service géologique et minéralogique (ancienne DNPM et actuelle Companhia de Pesquisa de Recursos Minerales). Il constitue l'une des plus vastes collections géologiques d'Amérique latine.

## Histoire
Son bâtiment, entièrement construit selon le modèle néoclassique tardif, a été érigé et inauguré pour abriter le Pavillon des États pour l' Exposition nationale commémorant le 1er centenaire de l'ouverture des ports du Brésil, qui a eu lieu en 1908.
L'année suivante (1909), le Service géologique y fut installé, ainsi que d'autres agences du ministère de l'Agriculture. Aujourd'hui, le lieu est un site classé.

## Expositions
L'institution détient une vaste collection - dont des collections de minéraux, de roches, de fossiles et de météorites - à la suite des travaux de plusieurs scientifiques et chercheurs qui sont passés par le Service géologique, qui, en 1934, a été remplacé par le Département national de Production Minérale.
Sa principale attraction aujourd'hui sont les fossiles de dinosaures brésiliens.